# Cultura de Chile
La cultura de Chile es el acervo de hábitos, costumbres y tradiciones, producto de la relación entre diversos pueblos y cosmovisiones, acontecida dentro del contexto del continente americano y específicamente del territorio chileno, lo que da forma a la imaginación de un estándar comúnmente referido como chilenidad.

## Orígenes

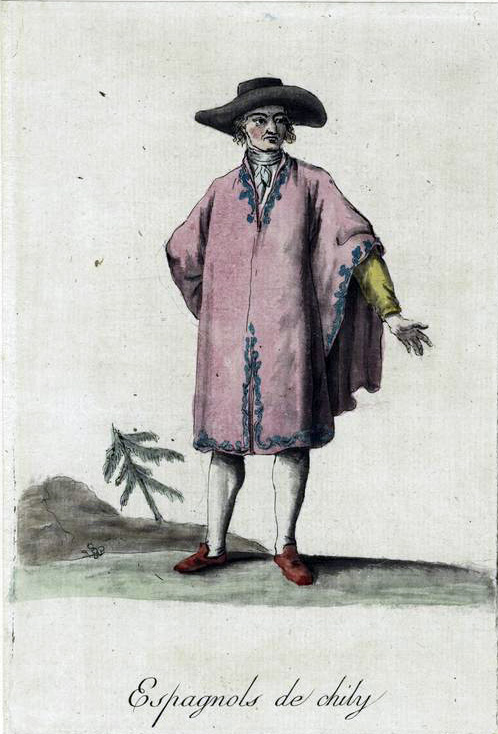
Español de Chile.

La gestación de la identidad cultural chilena ocurre a partir de los resultados de la colonización española y la constante de intercambio interétnico con los indígenas nativos. Sin embargo, más allá de una caracterización estática e inamovible de la noción sobre la cultura chilena, es prudente concebirla como una unidad mutable, dinámica y afectada por los vaivenes de la historia, la política y la religión. Por ello es preciso tener en cuenta las distintas influencias que han permitido su aparición y desarrollo. Ya sea las que son producto de las distintas olas migratorias, las que provienen de aspiraciones derivadas del modelo económico o de la propia modernidad en tanto momento sociohistórico, por nombrar algunas.
La llegada de los colonos europeos define el momento de construcción identitaria de la normatividad nacional, especialmente ligada con las haciendas y estancias, los huasos, el cultivo de trigo y el enfrentamiento bélico contra los araucanos. Es decir, una normatividad criolla frente al proceso paralelo del mestizaje. En efecto, las élites se forman conduciendo una linealidad colona, muy ligada al status religioso del catolicismo, genealógico y tradicionalista.

## Lenguaje
El idioma de facto desde tiempos coloniales es el español o castellano que, a raíz de las particularidades históricas y locales de la zona central, marcadas por una fuerte influencia de la fonética andaluza, se transformó en lo que actualmente se reconoce como una variante completamente diferenciada, el español chileno continental. Asimismo es reiterada la presencia de indigenismos, anglicismos, locuciones y modismos, los que son utilizados de manera indistinta por los hablantes en situaciones formales e informales de la vida cotidiana, en los medios de comunicación y en espacios de toda naturaleza.
Existen variantes del español chileno definidas mayormente por el estrato socioeconómico, dentro de las que se encuentran importantes alternancias en la pronunciación, entonación y significación de las palabras. No obstante, también es posible contemplar variaciones regionales en algunas zonas del país, sobre todo las más alejadas de los grandes núcleos urbanos, como el caso del español chilote.

## Expresiones artísticas

### Arquitectura
|                          |
| Iglesia de San Francisco |

|                      |
| Palacio de La Moneda |

|                   |
| Iglesia de Ichuac |

|                          |
| Iglesia Los Benedictinos |

|                             |
| Casa de la Cultura de Arica |

|                      |
| Viaducto del Malleco |

|               |
| Teatro Biobío |

|                 |
| Palacio Vergara |

|                                        |
| Centro de Innovación Anacleto Angelini |

|                     |
| Palafitos de Castro |

|                 |
| Paseo Baquedano |

|                    |
| Frigorífico Bories |

|                   |
| Cerro Santa Lucia |

|                                                      |
| Iglesia del Sagrado Corazón de Jesús de Puerto Varas |

|                      |
| Edificio de la Cepal |

|        |
| Sewell |

|                                 |
| Plaza España Isabel La Católica |

|               |
| Templo Bahá’í |

|                     |
| Ruinas de Huanchaca |

|                             |
| Mercado Central de Santiago |

|                           |
| Parque Jardín del Corazón |

#### Monumentos
En el año 1999 se acordó conmemorar el día del patrimonio cultural de Chile, en función de los esfuerzos por revalorar la herencia arquitectónica, cultural e histórica. Durante ese día los edificios públicos y los museos son de libre acceso para toda la ciudadanía.
Los monumentos construidos para fines conmemorativos dentro de la fe católica son bastante comunes a lo largo del país, algunos de los más relevantes son el Templo Votivo de Maipú, el Cristo Redentor de los Andes, la Cruz del Tercer Milenio en Coquimbo, el Santuario de la Virgen de Lo Vásquez y el Santuario Padre Hurtado, entre muchos otros.

### Cine
El cine de Chile tiene 128 años de historia. Se originó poco después del inicio de la cinematografía con el estreno en el salón de la Filarmónica de Iquique el 20 de mayo de 1897 del documental Una cueca en Cavancha, del director Luis Oddó Osorio, una de las primeras cintas de Chile filmadas y exhibidas en dicho país —con anterioridad, el empresario Francisco de Paula había mostrado el quinetoscopio en Santiago el 17 de febrero de 1895 y se había llevado a cabo la primera exhibición pública de las cintas de los hermanos Lumière en el teatro Unión Central de la capital chilena el 25 de agosto de 1896—.
En las décadas siguientes, marcaron hitos Ejercicio general del Cuerpo de Bomberos (1902), grabada en Valparaíso y que corresponde a la primera película completamente filmada y procesada en Chile; La baraja de la muerte (o El enigma de la calle del Lord) (1916), considerado el primer filme argumental chileno; La transmisión del mando presidencial (1920), la primera cinta animada del país; y Norte y sur (1934), la primera película sonora de Chile. La película chilena más antigua que se puede ver en la actualidad es Un paseo a Playa Ancha (1903), dirigida por el francés A. Massonnier, uno de los aprendices de los hermanos Lumière.
Durante el gobierno de Juan Antonio Ríos y bajo el alero de la Corporación de Fomento de la Producción, el decreto 2581 de 1942 del Ministerio de Justicia creó Chilefilms, con el objetivo de producir filmes tanto para el público local como para el resto de América Latina, siguiendo como modelo el estilo de los estudios de Hollywood.
Dos producciones chilenas han ganado el premio Óscar: la primera, Historia de un oso, de Gabriel Osorio, ganó el Óscar al mejor cortometraje animado en 2016; la segunda, Una mujer fantástica, de Sebastián Lelio, ganó el Óscar a la mejor película internacional en 2018. Además, el cine chileno ha cosechado numerosos premios internacionales, entre ellos seis Premios Goya a la mejor película iberoamericana, tres Premios Ariel a la mejor película iberoamericana, dos Premios Cóndor de Plata a la mejor película iberoamericana, dos Premios Platino a la mejor película iberoamericana de ficción, el Festival Internacional de Cine de San Sebastián y el Festival Internacional del Nuevo Cine Latinoamericano de La Habana, entre otros.

### Danza
La danza aparece como parte de la liturgia religiosa  y del Corpus Christi, también de mascaradas y espectáculos pantomímicos. Luego se masifica a las actividades dentro de la vida familiar en el siglo XVIII con las tertulias. Estos tradicionales encuentros se transformaron en actos más formales que hicieron imprescindible el trabajo de coreógrafos, quienes incluso publicaron los primeros tratados de baile sujetos a una gran aceptación popular.
El primer baile mencionado en Chile es la panana, disfrutado personalmente por el gobernador Francisco de Meneses Brito. Otras danzas comunes de la época son el minueto, la gavota y la contradanza. Durante el siglo XIX era mal visto no bailar en reuniones sociales, donde los principales pasos cogían ritmo con la zamacueca, la refalosa y el chincolito, entre otros. En este mismo periodo también se importaron nuevas danzas europeas y a finales de siglo, con la llegada de la ópera italiana, comienza la incursión de la danza en expresiones más refinadas. En la década de 1940 se establece formalmente la danza como una rama académica, gracias a la influencia de la visita de Ana Pavlova y la fundación de la academia de Kurt Jooss.

### Fotografía
Los primeros registros daguerrotípicos en el país datan del año 1843, a manos del francés Philogone Daviette y del chileno José Dolores Fuenzalida. Desde esa fecha hacia adelante se instalaron varios estudios fotográficos, que con el desarrollo de las capturas en papel permitieron masificar el acceso a la fotografía en las clases medias y altas. Esto dio paso a la creación de contenidos visuales en revistas y medios de comunicación impresos. La fotografía marca el inicio de un proyecto de recreación identitaria acorde al ideario modernizador occidental, es decir, una búsqueda que incluye la replicación de la formalidad y del estereotipo europeo. Sin embargo, esto reproduce una condición histórica de desequilibrio entre los distintos grupos de la sociedad y, en efecto, la demarcación de una línea fronteriza entre incluidos y excluidos, en función de una normatividad definida por el canon de representación cultural europeo. Las obras de la fotógrafa chilena Teresa Carvallo Elizalde comprenden los primeros esfuerzos, desde 1875, por construir y solidificar un canon local autónomo, especialmente asociado a la vida en la zona central de Chile.
- Camilo José Vergara
- Sergio Larraín
- Lola Falcón
- Antonio Quintana
- Luis Poirot
- Gertrudis de Moses
- Leonora Vicuña
- Alfredo Molina La Hitte
- Paz Errázuriz
- Luis Ladrón de Guevara
- Marcos Chamudes

### Historieta
- Coke
- Hervi
- Jucca
- Pepo
- Eduardo Armstrong
- Themo Lobos
- Pedro Peirano
- Guido Vallejos
- Antonio Smith
- Renato Andrade, Nato

#### Juegos de cartas coleccionables
En el Chile contemporáneo han logrado gran alcance los juegos de cartas coleccionables como Mitos y leyendas, Humankind o Cazaurio, comúnmente comercializados en series periódicas que varían en diseño y contenido.

### Literatura

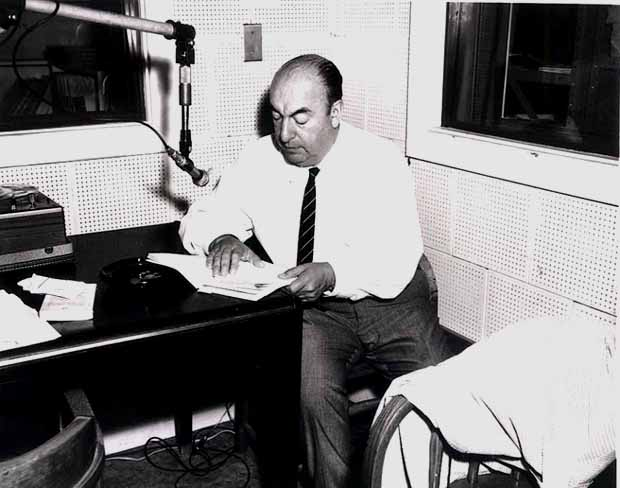
Pablo Neruda, Premio Nobel de Literatura en 1971.

Los inicios de la tradición literaria se pueden evidenciar con Alonso de Ercilla en su poesía épica La Araucana, una obra que relata los primeros conflictos de colonos españoles contra indígenas mapuche. Es quizás la primera fuente escrita de referenciación cultural y nacional del incipiente país, de una marcada impronta militar e influida por un sentimiento de ocupación fronteriza. Otra obra temprana es Arauco domado publicada por Pedro de Oña el año 1596, también con tintes épicos donde el argumento accede a recursos de la mitología clásica y el renacimiento.
Actualmente existe el Consejo Nacional del Libro y la Lectura, encargado de proponer y articular programas de desarrollo literario, asignar recursos y apoyar el desarrollo de nuevas producciones. Dentro de sus objetivos también se encuentra la promoción de la lectura, asociada con el fortalecimiento de la industria, la difusión y la democratización del acceso.

### Música
Durante las décadas de 1950 y 1960 apareció un gran interés por la recuperación de sonidos tradicionales chilenos, lo que influyó el surgimiento de grupos musicales como Los Cuatro Huasos, Los de Ramón, Los Huasos Quincheros y Los Cuatro Cuartos. 
Junto a ellos también proliferaron numerosos compositores como Raúl de Ramón, Violeta Parra, Luis Aguirre Pinto y Clara Solovera, quienes difundieron y popularizaron las narraciones musicales del país a nivel nacional como internacional. La década de 1970 dio cabida al movimiento llamado Nueva Canción Chilena, con el que emergieron artistas y grupos como Víctor Jara, Violeta Parra, Los Jaivas, Illapu, Quilapayún e Inti-Illimani. 
En 1980 se consolidó el jazz fusión predominado por ritmos latinoamericanos, con bandas exponentes de dicho fenómeno como Congreso y Fulano. 
Algunos exponentes del rock chileno son Los Prisioneros, Los Tres, Lucybell, Los Bunkers, Saiko y La Ley. Por otra lado, algunas voces femeninas y exponentes del pop chileno son Nicole, Francisca Valenzuela, Javiera Mena, Denise Rosenthal y Mon Laferte.

### Pintura
Lo que respecta al desarrollo artístico de imágenes y pictogramas remonta a mucho antes de la colonización española, pues existieron y coexistieron en multitud los pueblos indígenas nativos a la llegada de los colonos. Aquello comprometió un «choque de dos mundos», lo que produjo un intercambio de saberes aunque también la desaparición de bienes y manifestaciones culturales.
La pintura de Chile abarca todas las obras pictóricas realizadas dentro de territorio chileno, desde la época prehispánica, cuando fue desarrollada por los pueblos indígenas, hasta los tiempos modernos, donde figuran desde las vanguardias hasta el arte desarrollado por artistas independientes.
Las épocas de la pintura chilena no están estrictamente definidas por los historiadores y existen ciertas variaciones al elaborar una estructura cronológica. Ciertos autores restan importancia a ciertos grupos o intercambian a sus participantes. Sin embargo, existe un esquema cronológico de acuerdo a los grupos y generaciones que se van sucediendo a través de la historia chilena, que es la forma más común de periodificación en términos artísticos.
Según lo anterior, la pintura chilena se inició con los objetos rituales y las telas de los pueblos diaguita, atacameño, rapanui, mapuche y otros pueblos asociados, incluyendo la civilización inca. Se sabe también que los pueblos del extremo austral desarrollaron el arte petroglifo que perdura hasta hoy.
Posteriormente, el arte chileno fue tomado en manos de la Compañía de Jesús a la llegada de los españoles al actual territorio chileno a mediados del siglo XVI. Tras la independencia, el arte pictórico chileno fue comandado por un grupo de artistas extranjeros que trajeron la pintura de caballete al país. A mediados del siglo XIX, nació la Academia de pintura y tras ella la «generación del medio siglo» y la «generación de los grandes maestros de la pintura chilena», conformada por Juan Francisco González, Pedro Lira, Alberto Valenzuela Llanos y Alfredo Valenzuela Puelma.
A comienzos del siglo XX, nació el primer conglomerado de pintores chilenos conocido como la «generación del trece», liderada por Álvarez de Sotomayor, junto con sus sucesores: los vanguardistas del «grupo Montparnasse», impulsado por Camilo Mori, y la «generación del 28», que abrieron paso a un nuevo arte chileno. Durante este periodo, se creó el Museo Nacional de Bellas Artes de Chile en 1910, por iniciativa del escultor José Miguel Blanco, entre otros personajes.

### Teatro
En el año 1616, bajo el gobierno de Alonso de Rivera, se tiene registro de las primeras manifestaciones teatrales en función de motivos religiosos, como el misterio de la Concepción Inmaculada de María. En 1633 también existen registros de festividades en honor a San Francisco Solano, en que se realizaron recitales de poesía, mascaradas y corridas de toros. El 11 de septiembre de ese mismo año, en un teatro improvisado, se representaron múltiples comedias efectuadas por nobles, militares y plateros. Durante las festividades asociadas al matrimonio de Juana Urdanegui con Tomás Marín González de Poveda el año 1693 se representaron catorce comedias españolas y una chilena llamada El hércules chileno, de autoría hasta ahora desconocida.
La primera obra dramática realizada en el país fue El amor vence al deber, compuesta por Juan Egaña a principios del siglo XIX.

## Manifestaciones colectivas

### Fechas conmemorativas
- 20 de enero, Día del «Roto chileno»; se conmemora la batalla de Yungay.
- 12 de febrero, Firma de la declaración de Independencia de Chile, Batalla de Chacabuco y de la Fundación de Santiago de Chile.
- 5 de abril, Día de la batalla de Maipú.
- 27 de abril, Fundación de Carabineros de Chile, Día del Carabinero.
- 21 de mayo, Combate naval de Iquique, Día de las Glorias Navales.
- 9 de julio, Batalla de La Concepción, Día de la Bandera.
- 18 de septiembre, Día de la Primera Junta de Gobierno.
- 19 de septiembre, Día de las Glorias del Ejército de Chile.
- 20 de septiembre, Día de la Independencia Nacional, en la IV Región de Coquimbo.
- 8 de octubre, Combate naval de Angamos.
- 6 de noviembre, Día de la Antártica Chilena.

### Tradiciones religiosas
Son fiestas o celebraciones que contribuyen a mantener y reproducir las tradiciones locales ligadas a una creencia religiosa, comúnmente asociada a la Iglesia católica.
- 6 de enero, Pascua de los negros (Epifanía).
- 20 de enero, Peregrinación al Santuario de San Sebastián de Yumbel.
- Corpus Christi
- Principios de mayo, Cruz de Mayo
- 29 de junio, Fiesta de San Pedro.
- 16 de julio, Fiesta de la Virgen del Carmen.
- 15 de agosto, Asunción de la Virgen.
- 15 de agosto, Nuestra Señora del Tránsito.
- 30 de agosto, Santa Rosa de Lima, Pelequén.
- 30 de agosto, Jesús Nazareno, Isla Caguach, Chiloé.
- 8 de septiembre, Fiesta de Ayquina.
- Primer domingo de octubre, Virgen de La Candelaria.
- 31 de octubre, Día de las Iglesias Evangélicas y Protestantes.
- 1 de noviembre, Conmemoración de los difuntos en el Día de Todos los Santos.
- 8 de diciembre, Peregrinación al Santuario de Lo Vásquez.
- 25 de diciembre, Adoración del Niño Dios.

### Carnavales
Los carnavales son celebraciones o festividades locales que conmemoran eventos de importancia para la comunidad, no necesariamente de connotación religiosa. En Chile se encuentran concentrados principalmente en las regiones de Arica y Parinacota, Tarapacá y Antofagasta, representando casi el 50 % del total país. Se realizan generalmente en febrero precediendo a la celebración de la Cuaresma.
Ordenadas geográficamente de norte a sur, se destacan los siguientes carnavales:
| Región                         | Población                                                                    | Fecha                                                                  | Comuna                                  |
| ------------------------------ | ---------------------------------------------------------------------------- | ---------------------------------------------------------------------- | --------------------------------------- |
| Arica y Parinacota             | Belén                                                                        | febrero                                                                | Putre                                   |
| Arica y Parinacota             | Chapiquiña                                                                   | febrero                                                                | Putre                                   |
| Arica y Parinacota             | Carnaval Andino "Con la Fuerza del Sol" Inti Ch'amampi                       | enero o febrero                                                        | Arica                                   |
| Arica y Parinacota             | Codpa                                                                        | febrero                                                                | Camarones                               |
| Arica y Parinacota             | Fiesta del Enamoramiento                                                     | febrero                                                                | Putre                                   |
| Arica y Parinacota             | Putre                                                                        | febrero                                                                | Putre                                   |
| Arica y Parinacota             | Socoroma                                                                     | febrero                                                                | Putre                                   |
| Arica y Parinacota             | Ticnamar                                                                     | febrero                                                                | Putre                                   |
| Arica y Parinacota             | Visviri                                                                      | febrero                                                                | Putre                                   |
| Tarapacá                       | Camiña                                                                       | miércoles de Ceniza                                                    | Iquique                                 |
| Tarapacá                       | Iquique                                                                      | febrero                                                                | -                                       |
| Tarapacá                       | Huara                                                                        | febrero                                                                | -                                       |
| Tarapacá                       | Carnaval del Pueblo de Cancosa                                               | febrero                                                                | Pica                                    |
| Tarapacá                       | Matilla                                                                      | febrero                                                                | Pica                                    |
| Tarapacá                       | San Lorenzo de Tarapacá                                                      | febrero                                                                | Pica                                    |
| Tarapacá                       | Fiesta de La Tirana                                                          | desde el 10 hasta el 18 de julio                                       | Pozo Almonte                            |
| Tarapacá                       | Mamiña                                                                       | febrero                                                                | Pozo Almonte                            |
| Tarapacá                       | Macaya                                                                       | julio                                                                  | Pozo Almonte.                           |
| Antofagasta                    | Calama                                                                       | febrero                                                                | en todos los poblados cercanos a Calama |
| Antofagasta                    | San Pedro de Atacama                                                         | enero, febrero                                                         | -                                       |
| Antofagasta                    | Toconao                                                                      | enero, febrero                                                         | San Pedro de Atacama                    |
| Antofagasta                    | Taltal                                                                       | última semana de febrero                                               | -                                       |
| Atacama                        | Carnaval del Toro Pullay                                                     | marzo                                                                  | Tierra Amarilla                         |
| Atacama                        | Huasco                                                                       | 21 de abril                                                            | -                                       |
| Atacama                        | Retamo                                                                       | febrero y septiembre                                                   | Alto del Carmen                         |
| Atacama                        | La Candelaria                                                                | 2 de febrero                                                           | Copiapó                                 |
| Coquimbo                       | Pisco Elqui                                                                  | enero y febrero                                                        | -                                       |
| Coquimbo                       | Fiesta Nuestra Señora del Rosario de Andacollo                               | fiesta chica el 4 de octubre y fiesta grande del 23 al 27 de diciembre | Andacollo                               |
| Coquimbo                       | Pichasca                                                                     | febrero                                                                | Río Hurtado                             |
| Valparaíso                     | Rinconada de los Andes                                                       | enero y febrero                                                        | -                                       |
| Valparaíso                     | Festival de murgas y comparsas                                               | febrero                                                                | San Antonio (Chile)                     |
| Valparaíso                     | Carnaval de la Chaya                                                         | enero                                                                  | Santa María, Los Andes, Rinconada       |
| Valparaíso                     | Quebrada de Alvarado                                                         | febrero                                                                | Olmué                                   |
| Valparaíso                     | Tapati Rapa Nui                                                              | febrero                                                                | Isla de Pascua                          |
| Metropolitana                  | San Antonio de Padua                                                         | junio                                                                  | Barrio Bogotá, comuna de Santiago       |
| Metropolitana                  | La Pincoya                                                                   | diciembre                                                              | Huechuraba                              |
| O'Higgins                      | Codegua                                                                      | febrero.                                                               | -                                       |
| O'Higgins                      | Carnaval del Tomate                                                          | enero                                                                  | Malloa                                  |
| O'Higgins                      | Carnaval del Bomberil                                                        | febrero                                                                | Pichidegua                              |
| O'Higgins                      | Peumo                                                                        | febrero y junio                                                        | -                                       |
| O'Higgins                      | Coltauco                                                                     | enero                                                                  | -                                       |
| O'Higgins                      | Lo Miranda                                                                   | febrero                                                                | Doñihue                                 |
| O'Higgins                      | Litueche                                                                     | febrero                                                                | -                                       |
| O'Higgins                      | Carnaval de La Querencia                                                     | febrero                                                                | La Estrella                             |
| Maule                          | Carnaval del Vino                                                            | primera semana de abril                                                | Curicó                                  |
| Maule                          | Carnaval del Viento                                                          | Tercer sábado de enero                                                 | Curepto                                 |
| Biobío                         | Bulnes                                                                       | enero                                                                  | -                                       |
| Biobío                         | Coelemu                                                                      | febrero                                                                | -                                       |
| Biobío                         | Quillón                                                                      | última semana de febrero                                               | -                                       |
| Biobío                         | Ninhue                                                                       | última semana de febrero                                               | -                                       |
| Biobío                         | Chillán Viejo                                                                | segunda quincena de noviembre                                          | -                                       |
| Biobío                         | Carnaval de Quilacoya                                                        | febrero                                                                | Hualqui                                 |
| Biobío                         | Carnaval de Unihue                                                           | febrero                                                                | Hualqui                                 |
| Araucanía                      | Toltén                                                                       | enero y febrero                                                        | -                                       |
| Los Ríos                       | Semana valdiviana                                                            | febrero                                                                | Valdivia                                |
| Los Lagos                      | Festival de la Leche y la Carne                                              | fines de enero                                                         | ciudad de Osorno                        |
| Los Lagos                      | Feria y Exposición Internacional, Agrícola, Ganadera e Industrial SAGO-FISUR | a comienzos de noviembre                                               | ciudad de Osorno                        |
| Magallanes y Antártica Chilena | Carnaval del Invierno                                                        | 29 y 30 de julio                                                       | Punta Arenas                            |

## Folclore
Se entiende por folklore (o folclor) de Chile al conjunto de artesanías, bailes, chistes, costumbres, cuentos, historias orales, leyendas, música, proverbios, supersticiones y demás, común al país de Chile, incluyendo sus tradiciones que se dan a lo largo del territorio nacional, así como también el estudio de estas materias.[cita requerida]
Por las características culturales y demográficas de ese país, es el resultado del mestizaje producido de elementos europeos con elementos indígenas durante el periodo de La Colonia. Debido a razones culturales e históricas, las expresiones culturales varían notoriamente en diferentes zonas del país, por ello se clasifican y distinguen cinco grandes zonas en el país: Zonas norte grande, norte chico, central, sur y austral.
La zona norte se caracteriza por diversas manifestaciones culturales que combinan la influencia de los pueblos indígenas andinos con la de los conquistadores hispanos y los esclavos , a las que se suma la importancia de las festividades y tradiciones religiosas, destacándose las diabladas y la Fiesta de La Tirana.
La zona central se identifica principalmente con las tradiciones rurales del campo chileno y la denominada cultura huasa, que se extiende entre las regiones de Valparaíso y del Biobío, mayoritariamente. Como en esta región geográfica se concentra la mayor parte de la población chilena, se considera tradicionalmente la principal identidad cultural del país y se exterioriza a mediados de septiembre, durante la celebración de Fiestas Patrias. El folclore de la zona central de Chile es de una raigambre predominantemente española, la que se manifiesta en su música (cuecas, tonadas, payas, estas últimas de origen exclusivamente español), los instrumentos musicales utilizados (guitarras, arpas, acordeón), la tradición oral (refranes, cuentos, poesía) y en el vestuario utilizado (que en los huasos es principalmente de origen andaluz). Todo lo anterior se explica debido a que los pueblos indígenas y su cultura ancestral desaparecieron de la Zona Central de Chile a comienzos del siglo XVIII.
En la zona sur, la cultura mapuche y las tradiciones de la hacienda dominan en La Araucanía, mientras que la influencia alemana es preponderante en las cercanías de Valdivia, Ranco, Osorno y Llanquihue. Por otro lado, en el archipiélago de Chiloé se generó una cultura con su propia mitología, originada por el sincretismo de las creencias indígena y española.
La zona austral ha generado una identidad propia influenciada por los inmigrantes, tanto de Chiloé y del centro del país, como de la ex-Yugoslavia, y la cultura de los gauchos y que en Magallanes se caracteriza por un marcado regionalismo.
La identidad cultural de la isla de Pascua es única debido al desarrollo de una cultura polinésica desde tiempos inmemoriales completamente aislada por varios siglos.

## Deportes y juegos
El deporte en Chile es dirigido por el Ministerio del Deporte y promovido por el Instituto Nacional de Deportes. El Comité Olímpico de Chile organiza la participación olímpica, panamericana y suramericana; mientras que el Comité Paralímpico de Chile, la paralímpica, parapanamericana y parasuramericana. Hay cuatro populares en el país: el más practicado es el fútbol y el más exitoso es el tenis, preferidos en las áreas urbanas; en tanto que la rayuela y el rodeo lo son en las rurales, declarados como sus «deportes nacionales».
Durante 2019 el Estado invirtió cerca de 27 mil millones de pesos chilenos a nivel competitivo y anualmente entrega a los deportistas el Premio Nacional del Deporte de Chile, y el Círculo de Periodistas Deportivos de Chile, el Premio al mejor deportista de Chile. Los representantes nacionales son alentados principalmente con el grito coreado ceacheí y las victorias importantes son celebradas teniendo como núcleo la Plaza Baquedano en la capital Santiago.
A nivel adulto, Chile albergó los Juegos Panamericanos en 2023, también ha albergado los Juegos Sudamericanos de 1986 y 2014, la Copa Mundial de Fútbol en 1962, el Campeonato Mundial de Baloncesto en 1959,  el Campeonato Mundial de Baloncesto Femenino en 1953, el Campeonato mundial de hockey sobre patines Masculino en 1962 y 1980, el Campeonato mundial de hockey sobre patines femenino en 2006 y 2016, el Campeonato Mundial de Patinaje de Velocidad sobre Patines en Línea en 1999, el Campeonato Mundial de Polo en 1992 y 2015, albergó el Rally Dakar entre 2009 a 2015, la Copa América Femenina en 2018, ha sido anfitrión de la Copa América en 7 ocasiones, desde 2019 alberga una fecha del Campeonato Mundial de Rally, y desde 2023 se organiza el Chile Pádel Open, el cual pertenece al world pádel Tour.  
También en Chile se organizaron campeonatos mundiales juveniles de diversos deportes como el Copa Mundial de Fútbol Sub-20 en 1987, la Copa Mundial de Fútbol Sub-17 en 2015, la Copa Mundial Femenina de Fútbol Sub-20 en 2008, la Copa Mundial Junior de Hockey Femenino en 2019 y 2023, el Campeonato Mundial de Baloncesto Femenino Sub-19 en 2011, el Campeonato mundial junior de hockey sobre patines masculino en 2002 y 2007, el Campeonato Mundial de Atletismo Sub-20 en 2000, entre otros.

### Deportes típicos
- Carreras a la chilena
- Linao
- Palín
- Rayuela
- Rodeo chileno
- Trilla a yegua suelta
- Competencias deportivas Rapanui incluidas en el Fiesta de la Tapati.

### Juegos
- Brisca
- Kai-Kai: juego rapanui que consiste en formar figuras con hilos y con "u ta'u" (canto ancestral) se relata una historia)
- Luche
- Palo ensebado
- Payaya
- Trompo
- Truco
- Volantín

## Gastronomía
La gastronomía de Chile es producto de la mezcla entre la tradición indígena y el aporte cultural español, combinando sus alimentos, costumbres y hábitos culinarios. A lo largo del tiempo, ha tenido aportes menores de cocinas europeas por parte de inmigrantes, como la alemana e italiana; sin embargo, en el siglo XX tuvo una importante y marcada influencia de la cocina francesa. Estos elementos conformaron lo que se conoce como «cocina criolla chilena», la cual destaca por sus variados sabores, ingredientes y colores, resultado de la diversidad geográfica del país, acompañada de bebidas alcohólicas como el pisco y el vino chilenos.
Los platos más tradicionales de la cocina chilena son el ajiaco, los anticuchos, los asados, la calapurca, el cancato, la carbonada, la cazuela, el chapalele, el charquicán, el curanto, las empanadas de pino, las humitas, el milcao, la paila marina, la pantruca, el pastel de choclo, el pastel de papa, el pescado frito, los porotos granados, el pulmay y el tomaticán, entre muchos otros.
Según la Fundación Imagen de Chile en 2016, existen catorce tipos de cocina chilena: del norte grande, norte chico, urbana de calles, urbana de restaurantes, urbana casera, campesina huasa, costera, de fiesta, sureña centroeuropea, indígena mapuche, chilota, patagónica, chilena de ultramar y alta cocina chilena. Artefactos locales son la cocina solar Antu, el horno chileno y el tostador chileno.

### Preparaciones típicas
- Bebidas alcohólicas: chicha, jote, navegado, pisco chileno, terremoto, vino pipeño, piscola , borgoña
- Panes y masas: empanada, hallulla, marraqueta, sopaipillas, tortillas de rescoldo, chaparrita
- Salsas: chancho en piedra, pebre
- Sopas: carbonada, cazuela, chupe
- Carnes: anticucho, arrollado huaso, asado, asado al palo, bistec a lo pobre, charquicán, choripán, chorrillana, empanada, pastel de choclo, pantrucas, porotos con riendas
- Pescados, mariscos y algas cochayuyo, congrio frito, luche, machas a la parmesana, mariscal, paila marina
- Sándwiches: chacarero, sándwich Barros Jarpa, sándwich Barros Luco
- Comida precolombina: charqui, humita
- Comida chilota: cancato, chapalele, curanto, milcao
- Refrescos: mote con huesillos

## Premios y reconocimientos
Premios Nacionales de Chile es el nombre colectivo dado a los siguientes reconocimientos que otorga el Gobierno de Chile por medio del Ministerio de Educación y, a partir de 2003, por el Consejo Nacional de la Cultura y las Artes. Son entregados por el Presidente de la República y se conceden en una ceremonia oficial celebrada en el Palacio de La Moneda.

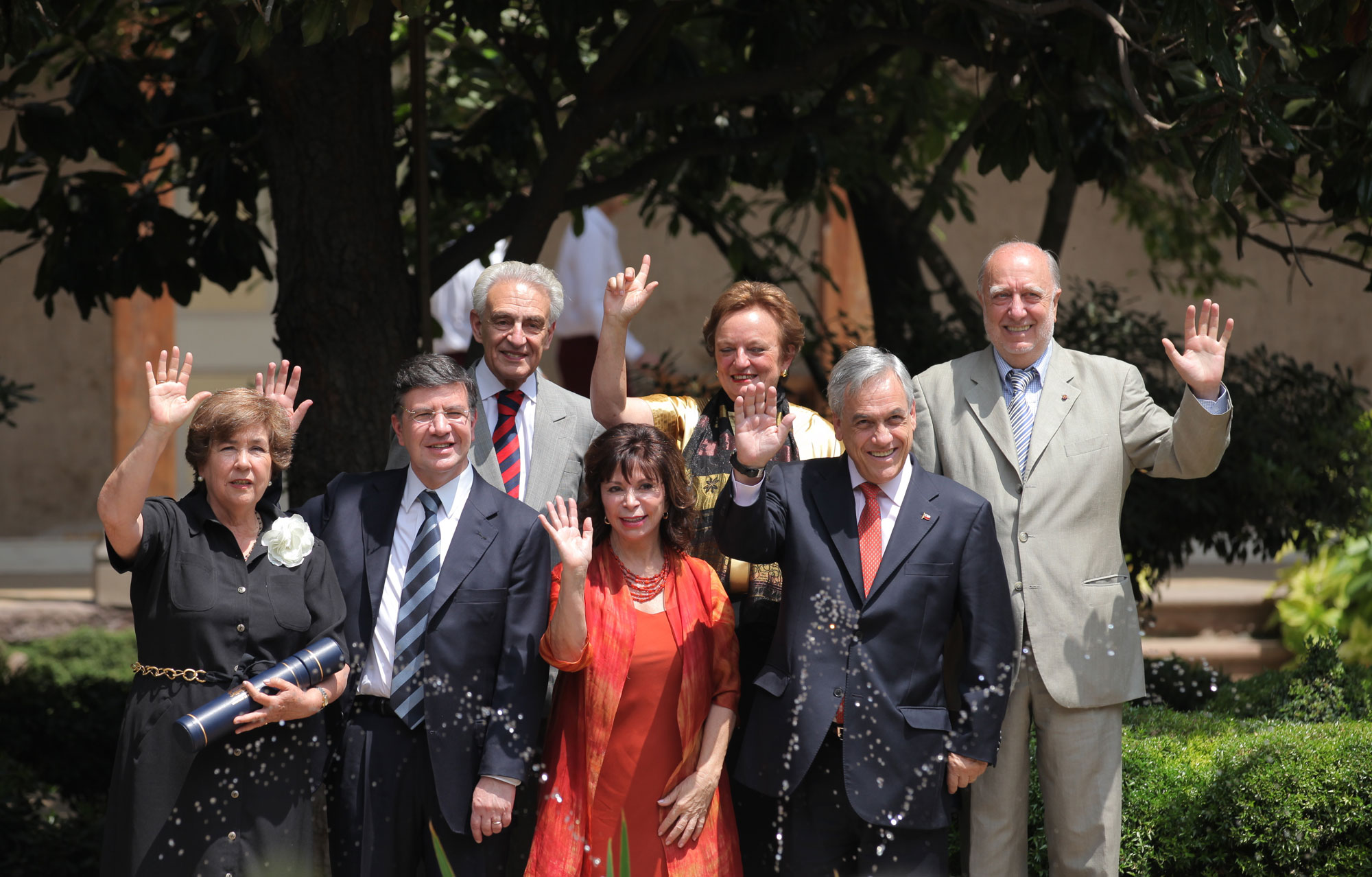
El Presidente de Chile Sebastián Piñera, junto al Ministro de Educación Joaquín Lavín, hizo entrega de los Premios Nacionales 2010.
De izquierda a derecha: Carmen Luisa Letelier, Bernardino Bravo, Isabel Allende, Mary Therese Kalin, Juan Carlos Castilla.

Además, existen otros premios nacionales que no son otorgados por el Ministerio de Educación:
- Premio Nacional de Arquitectura de Chile
- Premio Nacional de Urbanismo de Chile
- Premio a la Música Nacional Presidente de la República
- Orden al Mérito Artístico y Cultural Pablo Neruda